# Teoría del cierre categorial

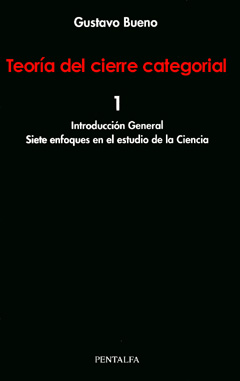
Portada del Tomo I de la Teoría del Cierre Categorial en su edición de 1992

La teoría del cierre categorial (TCC) es la filosofía de las ciencias desarrollada por el filósofo español Gustavo Bueno Martínez. Los primeros esbozos fueron publicados en los años 70 del pasado siglo en artículos y libros del propio Bueno. En el año 1978 por patrocinio de la Fundación Juan March, Gustavo Bueno publica una Memoria de 4 tomos con 1.850 páginas en total en donde da la primera versión de la teoría del cierre. Sin embargo, el trabajo en esta primera versión continuó ampliándose, exponiéndose y consolidándose hasta su publicación en 1992 y 1993 de los 5 primeros tomos del proyecto. En el plan original de la obra, Bueno pretendía publicar 15 volúmenes de los cuales sólo alcanzaron a ver la luz las publicaciones de 1992 (Volumen 1) y 1993 (Volumen 2, 3, 4 y 5), quedando expuesta sólo la parte I (Proemial sobre el concepto de "Teoría de la ciencia") y la parte II (El sistema de las doctrinas gnoseológicas) del general de la obra.
La Teoría del Cierre se opone polémicamente a los planteamientos de teorías de la Ciencia desarrolladas a partir de una teoría del Conocimiento. Bajo la perspectiva del Cierre Categorial en cambio, el análisis de las ciencias no debe partir de un enfoque epistemológico, ya que en este plano se restringe la perspectiva a la de un sujeto frente a un objeto que se relacionan estableciendo así un conocimiento (afección, propiedad o actividad de un sujeto). Este enfoque epistemológico no alcanza a explicar la realidad de las ciencias sin caer en callejones metafísicos, a saber: Desde la relación epistemológica de Sujeto/Objeto la ciencia sería, dependiendo de la teoría del Conocimiento, una representación mental (idealismo) o un modo de acceder a los hechos del mundo (realismo).
Por su lado, Bueno plantea un enfoque gnoseológico donde las ciencias no se entiendan como conocimiento -ya que el conocimiento lo posee los sujetos individuales-, tampoco la ciencia estaría referida a un objeto -ya que las ciencias no tienen un objeto de estudio, tienen un campo gnoseológico en el que se desenvuelven-. Se entenderá más bien, bajo la perspectiva gnoseológica, que las ciencias son entidades suprasubjetivas caracterizadas por la reconfiguración lógica de un cuerpo de materiales diversos tecnológicamente adaptados. Aquí la diversidad del material científico obliga a reconocer el hecho de que existe una pluralidad de ciencias (Matemáticas, Física, Biología, Termodinámica, etc), y que es imposible reducirlas las unas a las otras, por lo que se hace imposible una ciencia unificada. La pregunta gnoseológica es, dado el pluralismo de las ciencias ¿qué hace que estas se distingan entre sí (qué es lo que distingue a la Física de la Biología o a la Matemática de la Química) y qué hace que se conformen como unidad frente a otras manifestaciones no científicas (como la literatura, el arte, la teología).
La práctica real de las ciencias muestran que a partir de determinadas configuraciones institucionales se construye un campo gnoseológico cerrado, dentro del cual surgen conceptos que se conectan para dar forma a una unidad, esta unidad es lo que la Teoría del Cierre llama la verdad científica como identidad sintética, una reconfiguración de materiales dados en la realidad donde la verdad no es una propiedad de la ciencia, sino de cada uno de sus teoremas, esto es, de ámbitos específicos de un campo. Los teoremas son "las unidades gnoseológicas básicas" sobre la que se teje el cuerpo de la ciencia.

## Teoría filosófica (gnoseológica) de las ciencias
Lo que se entenderá por gnoseología será la relación entre las ciencias modernas (en tanto instituciones culturales) y la realidad material, en donde se define la idea de verdad. Es importante señalar que aquí la palabra relación involucra múltiples aspectos, pero gran parte de estos aspectos se pueden sintetizar en lo que la tradicional ha reconocido bajo la distinción materia y forma. Por muy tradicionales que sean estos conceptos, en la teoría del cierre serán reformulados como uno de los pasos claves al sistema, pero se negará que forma y materia sean entidades preexistentes y separadas, y su fundamentación radica en la conexión dialéctica entre ambos conceptos. Se dirá entonces que el plano materia y forma no existen de manera independiente uno del otro, sino que esta relación, que caracteriza a la ciencia, se da en la reorganización lógica de los materiales de la realidad. En otras palabras, las ciencias se establecen sobre la lógica material interna a un campo que se ha reorganizado por las sucesivas manipulaciones tecnológicas en las que históricamente se ha visto involucrado.
La perspectiva gnoseológica remite a las ideas de materia y forma y en qué medida esa interacción dialéctica adscribe la verdad de un campo. Materia, forma y verdad, estas serán las ideas cardinales de la gnoseología. La gnoseología tiene que ver más con la lógica material o Lógica maior, presente en ciertas regiones de la realidad, es decir, una lógica dada en la materialidad siempre apuntalada en el plano de las cosas, por decirlo así, en el plano del “objeto”. Lo anterior pretende establecer claramente la lejanía de la teoría gnoseológica de un enfoque epistemológico, de la teoría del conocimiento o de cualquier plano subjetivo. Establecidas las coordenadas, podemos decir que dentro de la escala gnoseológica existirán distintas teorías de la ciencia que propongan su propia interpretación de la distinción entre materia y forma, pero será característica de la gnoseología del cierre el desmenuzamiento de las morfologías propias de los campos científicos, mostrando que la unidad de un campo se da entre materialidades distintas, esto es lo que distingue a la ciencia del arte, de la tecnología y de la pseudociencia. Pero a su vez esa unidad interna forjada entre elementos distintos es lo que distinguirá a una ciencia de otras ciencias, ya que las verdades de ciencias distintas serán inconmensurables.
El autor caracteriza constantemente a su ejercicio como una teoría filosófica/gnoseológica de la ciencia, el hecho que en la presentación del tema use casi de una forma intercambiable filosofía con gnoseología se debe a que frente a la naturaleza de la verdad científica estamos obligados a definirnos, esta apremio por una definición se debe a que el cúmulo de cuestiones que están implicadas en relación con la verdad científica nos empuja a adoptar un enfoque que explique lo que se contrapone a la verdad científica desde lo no científico, pero también es necesario explicar las propias inconmensurabilidades de las verdades dentro de la ciencia, además de dar razones de la relación entre la ciencia y la realidad. Aquí no puede existir un análisis neutral, en otras palabras, quien aborde este tipo de temas requiere necesariamente de un tipo de filosofía. Entonces, la ciencia, por sus complejidades, se transforma en una Idea y el análisis de las Ideas y sus conexiones sistemáticas es lo propio de la filosofía. Se hace filosofía cuando se teoriza sobre la ciencia y como no hay perspectiva cero de la filosofía en el análisis de las Ideas, entonces es imprescindibles contrastarse con otros enfoques. El enfoque gnoseológico se enfrentará a otros enfoques que pretenden explicar la Idea de ciencia, estas posturas son incompatibles y su desarrollo es completamente distinto.

## Construcción de una Teoría de la Ciencia

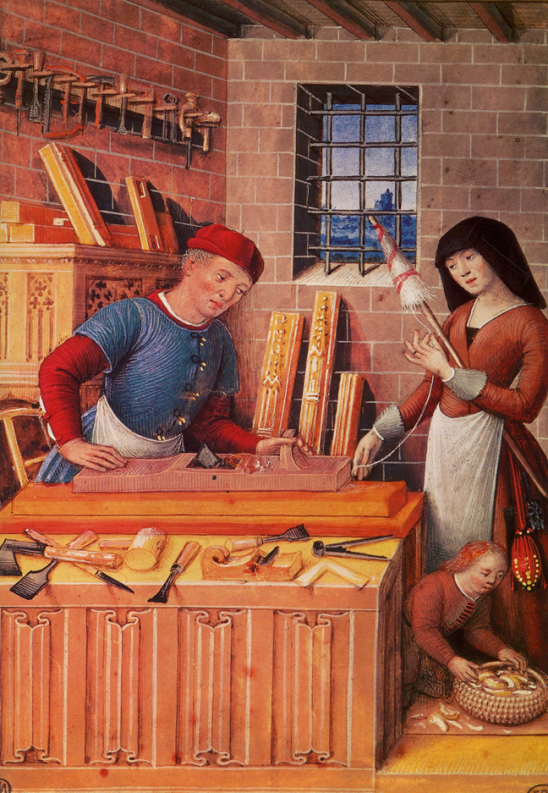
Taller medieval, ejemplo de Ciencia entendida en la primera acepción, como técnica o saber hacer.

¿Con qué cosas se enfrenta una Teoría de la Ciencia al constituirse como tal? Primero hay que considerar que la idea de ciencia no es una idea eterna. Las ciencias modernas surgen en un momento histórico concreto, y lo que se entiende por ciencias en el sentido moderno entra en relación polémica con diferentes conceptos o acepciones de ciencia que de antiguo estaban funcionando.  
Así mismo, y producto que una teoría de la ciencia se enfrenta a esta diversidad conceptual de lo que se entiende o se ha entendido por ciencia (diversidad que implica entretejimiento, interacción), la configuración teórica de estos conceptos se realizará necesariamente desde una idea específica de ciencia, que relacione y enfrente los distintos conceptos de ciencia que brotan de distintas fuentes. Así, toda teoría de la ciencia, necesariamente, se construye teniendo en su base una idea concreta de ciencia desde la cual intenta dar respuesta a las modulaciones, establecer conexiones, disociaciones, fronteras del concepto “ciencia”.
Este compromiso con una idea de ciencia obliga a dejar de lado la pretensión de neutralidad que pueda tener una teoría de la ciencia, porque la idea de ciencia que pueda servirle de base va a polemizar con otras configuraciones teóricas que partan de una idea distinta de ciencia. Podríamos reconocer entonces que una teoría se construirá teniendo a la vista dos escalas distintas de pluralidad; Pluralidad de conceptos y pluralidad de Ideas:
- Pluralidad de los conceptos de ciencia. Una Idea[12] de ciencia tendrá que trascender el campo preciso, sectorial, finito, limitado de las acepciones de ciencia; La Teoría del Cierre trabaja con cuatro conceptos[13] del término “ciencia”:

1. Ciencia como saber hacer, como arte, como sabiduría (Técnica-Facere/Prudencia-Agere).
2. Ciencia como sistema de proposiciones derivados de principios (el concepto de episteme de Aristóteles).
3. Ciencia entendida en el sentido moderno.
4. Ciencia como la ampliación de la ciencia moderna y establecimiento en facultades de lo que hoy se llaman ciencias humanas.

Gustavo Bueno va a trabajar e intentar dar un marco explicativo a cada una de estas acepciones del concepcto. Pero hay dos rasgos de la ciencia moderna que se van a destacar por ser centrales en la Teoría del Cierre Categorial son: Primero, la ciencia moderna obliga a la clasificación porque surge desde el principio como un concepto crítico, desde el inicio se define en contraste o polemizando con los otros conceptos de ciencia o con lo que no es ciencia. Segundo, para lograr esta clasificación se necesita de un criterio, ese criterio Bueno dice que ha estado siempre presente en toda teoría de la ciencia que mínimamente pueda dar luz al fenómeno y ese criterio sería el funcionamiento de una ciencia o de las ciencias en marcha, ciencias que efectivamente funcionan. Bueno va a rechazar por falso cualquier criterio que se apoye en un cogito cartesiano, y partirá su análisis desde las ciencias ya cristalizadas y no de una ciencia que se busca.   
- Pluralidad de las Ideas de ciencia. Una teoría de la ciencia tendrá, como se dijo, que construirse desde una idea específica de ciencia en oposición polémica con otras. La Teoría del Cierre Categorial identifica siete ideas de “ciencia” operando en los enfoques teóricos:

1. Enfoque lógico-formal: La ciencia es un cuerpo doctrinal que establece principios para explicar y predecir los fenómenos de la realidad.
2. Enfoque psicológico: La ciencia es una facultad cognoscitiva avanzada dentro del desarrollo psicológico humano.
3. Enfoque sociológico: La ciencia es un producto social sometido a las determinaciones de grupos e instituciones sociales, tal como lo son las sectas, las Iglesias, los partidos políticos, etc.
4. Enfoque informático: La ciencia es un instrumento que permite procesar información, clasificar datos, configurar un registro del mundo.
5. Enfoque epistemológico: La ciencia es la relación efectiva, real, verdadera entre un sujeto que conoce y un objeto conocido.
6. Enfoque histórico: La ciencia es la configuración de un devenir histórico concreto que ha establecido instituciones y acuerdos en torno al saber.
7. Enfoque Gnoseológico: La ciencia es una estructura lógico-material fundada en el establecimiento racional de verdades necesarias de las ciencias positivas, en donde sólo los principios categoriales bastan para sostener estas verdades.

El enfoque gnoseológico de la ciencia no es un enfoque nuevo, Gustavo Bueno ya identifica aproximaciones a la pregunta gnoseológica en los Segundos Analíticos de Aristóteles, entendiendo que Aristóteles pregunta por lo propio del silogismo geométrico en contraste con el silogismo retórico o el silogismo sofístico. Entonces es por una ciencia operativa (la geometría) con características propias y distintas que Aristóteles puede hacer la pregunta gnoseológica. Una ciencia que funciona impone sus propias normas, normas que se derivan de los procesos demostrativos de las verdades científicas y de los métodos que de aquí se instauran: “El Teorema de Pitágoras, en cuanto teorema científico, no sería un hecho cultural sin más: es un hecho que obliga, como una norma, a todo aquel que pretende reconstruirlo, a aceptarlo necesariamente”.
Entonces al conformar una teoría de la ciencia esta se enfrenta, por un lado, a una pluralidad de conceptos de ciencia, pero también por otro lado, se enfrenta con una pluralidad de ideas de ciencia. Sólo en el contraste y contraposición entre teorías es que una determinada teoría de la ciencia puede configurarse como tal. En la construcción teórica la polémica es permanente: Al nivel de las ideas, el enfoque gnoseológico es incompatible con otros enfoques ya sea porque la idea de ciencia pertenece a planos distintos (como es el caso del enfoque gnoseológico con respecto al enfoque epistemológico o psicológico); o es incompatible porque, si bien puedan compartir un enfoque gnoseológico, existirán otras teorías que configurarán de manera opuesta los conceptos desde los que parten.

## De unitate et distinctione scientiarum
Aristóteles con su tesis de la “incomunicabilidad de los géneros” (aritméticos y geométricos, Metafísica V, 13, 1020a10, Primeros analíticos, 41a-25) evidencia un hecho fundamental para la teoría gnoseológica: el factum de la pluralidad de las ciencias. Para Gustavo Bueno, aquí las implicaciones ontológicas son muy fuertes. Ya que reconocer la existencia de campos científicos limitados –no sólo marcando frontera por la ignorancia o la superstición, sino campos científicos limitados por otros campos científicos– implica asumir un criterio ontológico pluralista: entonces, desde Aristóteles es posible reconocer la existencia de una pluralidad de ciencias inconmensurables entre sí. Siguiendo esta línea, Bueno se distancia de una filosofía de corte monista que podría ver en la pluralidad de las ciencias una cuestión meramente contingente. Errando el blanco, desde una ontología monista se podría explicar esta pluralidad de ciencias debido a la inmadurez del desarrollo científico y se apelaría a un futuro más evolucionado en donde las fronteras entre la Biología, la Física, la Química, etc, se borrarían y una ciencia unitaria florecería. Pero Bueno insistirá que una teoría gnoseológica sólo se puede construir distinguiendo lo propio de cada ciencia, revelando las morfologías de cada campo, resaltando los límites entre disciplinas, estableciendo lo propio y lo común de cada ciencia, etc. y esto sólo es posible comparando ciencias en su funcionamiento. Sin pluralidad de ciencias no hay posibilidad de una teoría gnoseológica.    
Sin embargo, la tradición que nace en Aristóteles y se desarrolla en los escolásticos se pierde en análisis formalista al fijarse en el denominador común a los cuerpos doctrinales: el análisis lógico formal aplicado a la metodología de las ciencias. En este escenario tanto la Aritmética como la Geometría formaban partes de lo que se entendía como ciencia junto a saberes que sólo por mantener una doctrina de axiomas se aparejaban a ellas. Si bien sólo el surgimiento de nuevas instituciones científicas pudo romper este formalismo, el análisis de las ciencias de origen aristotélico todavía mantenía una preocupación de índole gnoseológico importante que era la tarea de la Logica maior de establecer la unitate et distinctione scientiarum, cuestión que le va a servir a Bueno como canon para fijar una escala gnoseológica en el análisis de las ciencias.
El quiebre que producen las ciencias modernas va a expulsar del cuerpo científico todos los saberes que para los antiguos se justificaban por su pura axiomática, se refuerza así la idea de la distinción entre la ciencia y la no ciencia. Desde el proyecto kantiano de la Crítica de la Razón Pura hasta el problema de la demarcación de Popper, la tarea ilustrada ha sido la misma: distinguir la ciencia de lo que no lo es. Pero –ya sea en el análisis de Kant o de Popper– la situación interna al cuerpo mismo de la ciencia, no se hace hincapié en los límites entre los campos científicos por la esperanza de que en algún momento se establezca la ciencia unitaria que cubra todos los campos sin distinción. Pero para el materialismo de Bueno esta esperanza es impropia, lo importante para la nueva teoría gnoseológica del Cierre Categorial es reconocer que “hemos podido conquistar racionalmente verdades necesarias sin necesidad de remontarse a principios absolutos”, a las verdades científicas sólo le bastan los principios categoriales de los cursos finitos de los procesos operatorios aritméticos, geométricos, mecánicos, termodinámicos, químicos, etc. según corresponda y esto no es una deficiencia de las ciencias actuales en contraste con una ciencia futura sino que es el núcleo de su potencialidad.

## Relación dialéctica entremateriayforma
Para la Teoría del Cierre, el advenimiento de las ciencias modernas cambió el eje de lo que se entendía por ciencia, de un eje formalista (preocupado de establecer la doctrina de principios comunes) se pasó a un eje materialista (centrado en lo propio de cada ciencia en tanto campos inconmensurables), en otras palabras, frente a la pluralidad de ciencias que surgen en los siglos XVII, XVIII y XIX, sólo en este contexto es que se puede romper con la idea formalista de que ciencia es un todo que cumple con una estructura lógica de premisas que se expresan o representan una realidad. Eso es insostenible en el contexto moderno. Las diversas ciencias, inconmensurables entre sí, obligan a intentar clasificar y distinguir qué es lo propio de cada una en particular y cuáles son las características comunes que las unen y a su vez las diferencian de lo que no es ciencia. Asumiendo el nuevo contexto de pluralidad de ciencias inconmensurables entre sí, la Teoría del Cierre intenta lograr esta clasificación y definición del cuerpo científico apoyándose en los conceptos de materia y forma pero depurados de la carga metafísica que arrastran en la tradición. ¿Cómo se limpiará de metafísica estos conceptos? Primero desde el punto de vista del Cierre Categorial materia y forma no son entidades independientes que terminan de alguna forma interactuando, si no que de plano materia y forma como entidades no existen. Desde la postura materialista la realidad está compuesta por una pluralidad de materialidades con una cierta proto-organización y lo que las ciencias hacen es trabajar sobre esas materialidades y establecer un nivel abstracto de relaciones. Dentro de una misma ciencia no tiene sentido hablar de materia y forma porque los instrumentales, las unidades de medida, las teorías, los teoremas no son otra cosa que partes constitutivas de la materialidad organizada. Pero, en un contexto de pluralidad de ciencias, sí es legítimo hablar de materia y forma al comparar cómo las distintas ciencias organizan las diversas materialidades que pertenecen a su campo. Entonces la idea de ciencia no es una forma pura, unitaria, abstraída, que se enfrenta a una materia prima pura, amorfa, una materia virgen sobre la cual se aplican las proposiciones científicas. La realidad científica, con su pluralidad de ámbitos categoriales, es una organización en torno a materialidades preorganizadas y sólo en el contraste entre las distintas formas en que ciencias organizan sus diversas materialidades es que es posible hablar de materia y forma. En la comparación entre ciencias es que podemos reconocer por un lado las materias de los campos científicos que resultan ser diversas e irreductibles entre ellas y las formalizaciones que los distintos campos comparten, lo que les da unidad y los distingue de lo que no es ciencia.  
Lo que se viene dibujando aquí, en la relación dialéctica entre materia y forma, son dos niveles de unidad. Un nivel se da interno a cada ciencia particular y otro nivel de unidad cubre a la ciencia como cuerpo distinto de lo que no es ciencia. Para darle sentido a esta distinción, es necesario explicar una terminología propia de la escuela materialista, pero que tiene sus precedente en la Escolástica y en Aristóteles, nos referimos aquí a la noción de todos atributivos y todos distributivos. Una totalidad atributiva es un conjunto de partes que tienen diversas características y que están conectadas por contigüidad de tal forma que cada parte cobra sentido en el todo, fuera del todo la pieza pierde su función, su ajuste y sentido. Un ejemplo de totalidad atributiva es una máquina que forma un todo, que se puede desarmar, por lo que podemos ver que está conformado por diversas piezas que funcionan junto a otras piezas que interactúan mecánicamente y que fuera de este todo las pizas no sirven o cambia el uso que se le daba en el todo original. En la ciencia nos encontramos con este tipo de unidad cuando nos referimos a la unidad individual de cada ciencia –la unidad de un campo–, (unidad atributiva) –el estudio de esta unidad de un campo podría hacer referencia a una Gnoseología Especial. Otro tipo de unidad la encontramos cuando las partes del todo reproducen en sí mismos las características del todo al que pertenecen, un ejemplo es los individuos de una especie, un individuo es parte de una especie, pero en tanto parte "porta en sí mismo" todas las características de la especie, es un representante ejemplar, su presencia manifiesta al todo; una moneda pertenece a una totalidad de las monedas de su mismo cuño, pero como parte del todo, ella porta todas las características que son propias del conjunto de esas monedas. La unidad del cuerpo de la ciencia es una totalidad distributiva cuando cada ciencia, como parte independiente, expresa en ella todas las características de lo que se entiende por ciencia (unidad distributiva) –el estudio de esta unidad de la ciencia en tanto cuerpo podría hacer referencia a una Gnoseología General.  
Hasta este punto hay que considerar algo que puede parecer paradójico, pero que responde al carácter ontológico en el que se basa la Teoría del Cierre Categorial: Existe una dialéctica constitutiva operando en la escala gnoseológica que conforma a la teoría materialista de la ciencia. Podemos identificar esta dialéctica al reconocer que la distinción materia/forma no existe como tal, es decir, Gustavo Bueno negará, como ya se dijo, que la forma sea un patrón que constituya lo amorfo y también negará que la materia se presente como algo informe, carente de una organización previa. Asumiendo este rasgo del mundo, un campo científico se constituye a través de una intrincación entre sus partes que hace imposible distinguir internamente lo que es materia de lo que es forma. Sólo es alcanzable tal distinción en la dialéctica entre ciencias, en su comparación y cotejo. Sólo desde el contraste entre campos diversos podemos ver aparecer la forma como las determinaciones comunes, pero también las determinaciones que serán diferentes, y la materia que será lo que permanezca en cada ciencia. Entonces, la construcción de la escala gnoseológica se basa tanto en procesos de análisis –lo que podría consernir a una Gnoseología Especial, esto es el desmonte de una ciencia concreta; y procesos de síntesis –lo que podría concernir a una Gnoseología General, esto es el estudio de las relaciones interciencia. Entender las ciencias bajo la luz de las idea de materia y forma como nociones que no refieren a entidades prexistentes a la contrastación de los campos científicos, nos permite continuar la reflexión de la distinción y unidad de las ciencias bajo el mismo sendero antimetafísico, que nos permite afirmar que al no existir un Ciencia ideal o una Ciencia promedio que sobrevuele a las ciencias particulares, no hay modo de romper el círculo entre análisis y síntesis, –o lo que es lo mismo– entre distinción y unidad, –o lo que es lo mismo– entre Gnoseología Especial y Gnoseología General. No se puede hacer referencia a la materia sin la forma, no se puede hacer el análisis de las ciencias sin su síntesis, no se pueden distinguir entre ciencias sin modular una unidad, no se puede separar Gnoseología Especial de Gnoseología General. Es así como la noción de materia/forma, libre de la herencia metafísica, será la base para la construcción de la escala gnoseológica que está operando en la Teoría del Cierre.

## Teoría de teorías: Un esquema gnoseológico de clasificación
Hasta aquí se ha expuesto que una teoría de la ciencia deberá conformarse incorporando, haciendo frente, dándole un marco de inteligibilidad a la pluralidad de conceptos de ciencia. Esto se realizará necesariamente adoptando, asumiendo, comprometiéndose con una idea determinada de ciencia, de forma que es posible ensayar distintas ideas de ciencia, es decir, es posible encontrar distintas formas de explicar o de trabajar con los conceptos de ciencia dispersos en la tradición y en los usos comunes. Entonces serán múltiples los enfoques teóricos que den razones a la pregunta ¿qué es la ciencia? Que existan múltiples enfoques no es algo menor para el teórico. Necesariamente una teoría, que se asuma como tal, deberá contrastarse con otras teorías. Una teoría será, hasta una parte, un choque de enfoques; pero no todos los enfoques engranarán de igual manera en la trabazón de ideas. Este pugilato sólo será posible si las teorías tienen un enfoque común o están en una misma escala, ya que hay ideas tan distintas de ciencia que algunos enfoques casi no se tocan porque su polémica pertenece a un campo tan general que impide la precisión de sus diferencias y, a fin de cuentas, no existe una problemática común.  
El plano, la escala, el punto de partida del enfoque gnoseológico son las ciencias mismas y su consecuente clasificación, esto implica considerar el funcionamiento científico efectivo, la pluralidad de instituciones científicas que operan en el mundo, el cuerpo doctrinal de cada una de las ciencias, los instrumentales involucrados, etc. ¿Qué se está diciendo aquí? Que la Teoría del Cierre no parte del conocimiento, no parte de la estructura social, no parte del convencionalismo histórico, etc. La Teoría del Cierre parte del contexto actual caracterizado por una inconmensurabilidad de ciencias, ciencias que funcionan, pero en distintos campos, con distintos materiales, que no se pueden igualar, ni anular, ni absorber, ni reducir unas a otras. Y desde aquí deberá proponer una clasificación. Entonces, cuando una teoría gnoseológica tenga que responder la pregunta ¿qué es la ciencia? Tendrá que explicar qué es lo que da unidad a esta pluralidad y qué es lo que hace que cada una de ellas sea distinta; cuál es la conexión que existe entre las ciencias y la realidad material de sus campos respectivos. Para lograr su propósito la Teoría del Cierre Categorial abandona algunas ingenuidades asumidas desde otros enfoques, que a fin de cuentas fundamentan la unidad en una suerte de petitio principii como es la creencia de que una ciencia adquiere su unidad a partir de un objeto sobreentendido (por ejemplo: el objeto de la Biología –lo que le da unidad– es la vida, el objeto de la Física son los cuerpos o, peor, el universo). En lugar de esto, la Teoría del Cierre explica la unidad y la distinción de las ciencias desde una perspectiva interna al proceso científico, y para eso recurre a los conceptos de materia y forma, pero sin antes intentar desprenderlos de cualquier carga metafísica.
Para el materialismo gnoseológico de Gustavo Bueno, materia y forma están caracterizados por ser conceptos conjugados. ¿Qué entiende Bueno por conceptos conjugados? Aquí podemos decir que son pares de conceptos –materia y forma es uno entre varios– que se han presentado a lo largo de la tradición como “apareados”, entrelazados, relacionados, pero sin que necesariamente se explique su conexión como una oposición contradictoria (vertebrado/invertebrado) o binaria (día/noche) o correlativa (padre/hijo). Sino que lo que caracteriza a su conexión es que es posible ensayar –y la tradición lo ha hecho– distintos esquemas en donde uno de los pares (o los dos) aparece como soporte del sistema completo de conexión. En nuestro caso, materia y forma son conceptos conjugados porque podemos encontrar a lo largo de la tradición filosófica ensayos teóricos que fundamentan la materia en función de la forma o, por el contrario, la forma como fundamentada por la materia; o también la materia y la forma como entidades paralelas, similares o idénticas. Asumir la materia y la forma como conceptos conjugados será la clave para clasificar las diferentes teorías gnoseológicas de la ciencia y establecer un primer plano de enfrentamiento entre la Teoría del Cierre y las otras teorías de la ciencia. 
Lo que aquí está en juego es: o caer en pura metafísica o alejarnos de ella. Esto se decide dependiendo de los esquema de conexión sobre el que se trabaje, es decir, haremos metafísica o no dependiendo de la manera en que se establece la conexión entre los conceptos conjugados, la manera en que conjugemos materia y forma en este caso. Sólo existen dos formas en que se den estos sistemas de conexión: Unos recibirán el nombre de esquemas metaméricos (“más allá de las partes”) de construcción conceptual y otros el de esquemas diaméricos (“a través de las partes”) de construcción conceptual. Serán metafísicos todos los esquemas metaméricos porque intentan establecer una conexión considerando a los términos como conceptos “enterizos”, es decir, como dos entes (A/B) que preexisten a la relación misma y que se relacionan como todos simples, sin considerar a las partes que puedan estar conformándolos. En cambio, los esquemas diaméricos serán la alternativa que intenta librarse de la metafísica de los esquemas anteriores estableciendo que son precisamente las conexiones entre las partes de un concepto (A1, A2, A3…An) con las partes de otro (B1, B2, B3… Bn) las que los conformarán a ambos y por consecuencia fuera de las conexiones entre sus partes no existen. Es bajo estos parámetros –la conexión diamérica entre la materia y la forma– que Bueno ejercerá la crítica a otras teorías gnoseológicas y situará la suya propia; ahora podríamos identificar las diferencias teóricas frente a la pregunta “¿qué es la ciencia?” y clasificar el panorama teórico desde una perspectiva gnoseológica:      
1. Descripcionismo: Teorías gnoseológicas metaméricas que reduce o hipostatiza la forma a la materia.
2. Teoreticismo: Teorías gnoseológicas metaméricas que reduce o hipostatiza la materia a la forma.
3. Adecuacionismo: Teorías gnoseológicas metaméricas que yuxtaponen materia y forma hipostasiando a las dos.
4. Circularismo: Teoría gnoseológica que establece un esquema diamérico de conexión de la forma como partes de la materia.

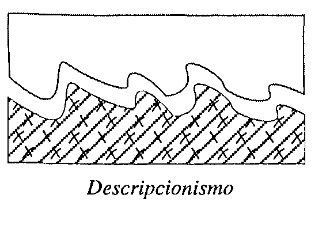

Teorías descripcionistas de la ciencia (la forma se reduce a la materia): Descripcionistas son aquellas teorías que ponen el lugar de la verdad en la materia (ya sea que esta última se entienda como un conjunto de hechos, como un conjunto de fenómenos, o de sensaciones, etc.) y dejando a la forma (ya se entienda como lenguaje, como razonamientos, como instituciones científicas, como experimentos, como libros, etc.) en un papel subordinado, no más que un simple método que facilite el fiel registro de la verdad material. La idea de verdad que tiene el descripcionismo es la verdad como aletheia, la verdad como descubrimiento de la realidad de las “cosas mismas”. El científico estará llamado a establecer con precisión “hechos” y no crear fantasías especulativas. Ejemplos de teorías descripionistas son la Fenomenología de Edmund Husserl, el primer Positivismo lógico del Círculo de Viena de Moritz Schlick y Rudolf Carnap.

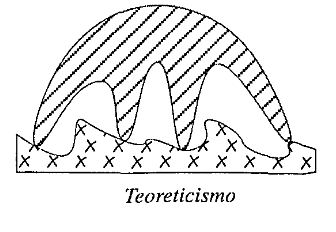

Teorías teoreticistas de la ciencia (la materia se reduce a la forma): Teoreticistas son aquellas teorías que pongan el lugar de la verdad en el proceso formal de construcción de conceptos o enunciados sistemáticos característicos del proceso científico. El acceso o registro de la verdad material al modo descripcionista es rechazado por el teoreticismo, porque no cree posible tal acceso sin más a la materia. Es por eso que el teoreticismo tiene un concepto de verdad como coherencia interna a las propias construcciones teóricas. Aquí se transforma en problemática la demarcación o el límite de lo científico de lo metafísico o la fantasía y se resolverá por la línea de un teoreticismo positivo, la teoría está en una constante verificación; o se resolverá por la línea de un teoreticismo negativo, la teoría está siendo contantemente falseada, aquí su máximo exponente es Popper; o se resolverá en un teoreticismo puro (en la línea sociologista de Kuhn, en la línea historicista de Feyerabend), en donde la ciencia pierde su sustrato objetivo.

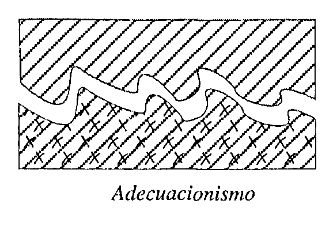

Teorías adecuacionistas de la ciencia (se yuxtaponen forma y materia): Adecuacionistas son aquellas teorías que ponen igual peso a la forma y a la materia. El adecuacionismo parte de varios supuestos metafísicos como el asumir que materia y forma son dos órdenes separados pero que a su vez de alguna manera se encuentran “acoplados” o “ajustados” o tienen una “concordancia”, el adecuacionismo sólo tiene sentido en el supuesto de que la materia tenga una estructura previa isomórfica a la supuesta estructura que las formas han de tener también por sí mismas. El adecuacionismo, pese a sus inconsistencias y ambigüedades, es la teoría tradicional de la ciencia, la que podemos encontrar en Newton, por ejemplo.  

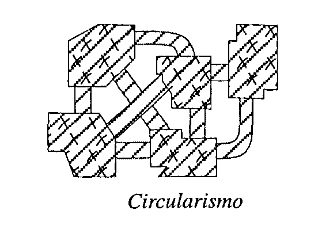
Representación simbólica de las cuatro teorías gnoseológicas que aparecen en la página 68 del Tomo I de la Teoría del Cierre Categorial.

Teorías circularistas de la ciencia (negación de la distinción materia y forma): El circularismo niega la hipóstasis de la materia, la hipóstasis de la forma y la hipóstasis de ambas como si fueran entidades sustantivas e inteligibles por sí mismas. En cambio, se propone una absorción mutua entre materia y forma, absorción dada a través de sus partes (diaméricamente). Este entretejimiento entre las partes es algo que se da en la realidad misma: Como ya se dijo, internamente, desde la perspectiva de una ciencia particular, es imposible distinguir la materia de la forma, lo que caracteriza a una ciencia es que establece nexos de unión o relaciones entre las partes constitutivas de su campo. Estas relaciones no son creadas o intuidas por una conciencia, tampoco están ahí dadas en el mundo esperando a develarse. El punto de partida de Gustavo Bueno es otro, su concepción circularista reconoce materialidades ya configuradas, cuya configuración está internamente asociada a los “instrumentos” y a su manipulación por parte de sujetos operatorios. El orden establecido por un instrumento y su operador no es separable o dado independientemente del instrumental: Un microscopio no es un amplificador de la capacidad perceptiva del ojo, sino que los fenómenos microscópicos se constituyen en el mismo aparato y no se pueden desentender de él y sus operaciones; son los instrumentos y las técnicas donde precientíficamente se ordenan los fenómenos, o en otras palabras, es en la operación en que se entretejen las materialidades y una ciencia será un operar sobre estos ensambles ya organizados fortalecidos en núcleos de cristalización (teoremas) que alcanzarán un nivel más abstracto, gracias al cual serán aplicables a dominios distintos del dominio original. Si bien el entretejimiento entre partes formales (los teoremas) con partes materiales (los instrumentos/operadores) pueden despiezarse, analizarse, o distinguirse en el contraste con otras configuraciones categoriales, lo importante es que necesariamente se constituyen uno al otro, es desde este plano que el circularismo niega cualquier hipóstasis entre materia y forma.
La metodología dialéctica del materialismo gnoseológico pretende desprenderse de toda metafísica al reinterpretar el hilemorfismo aristotélico. Consecuente con su tarea antimetafísica debe combatir cualquier tipo de hipóstasis, esto es, no puede aceptar la tesis de que existen dos principios sustanciales distintos (materia y forma), para luego, por decreto, establecer su permanente interacción, sea cual sea la forma en que se vinculen en tanto entes preexistentes a la relación misma. Es por esto que descripcionistas, teoreticistas y adecuacionistas son teorías metafísicas al hipostasiar ya sea a la materia o a la forma o a ambas como entidades sustantivas preexistentes a su interacción. El circularismo afirma que no hay entidades materiales ni estructurales o formales; materia y forma no existen como entidades separadas previas a su propia conjugación a través de sus partes materiales y formales. El circularismo es estrictamente materialista, pero esto no implica que se entregue prioridad ontológica a una materialidad elemental, por lo que, al negar la preexistencia de la materia y la forma, si bien se niega que existan formas puras que sobrevuelan la materia para caer sobre ella y organizarla, pero también se está diciendo que la materia no existe como partículas elementales indestructibles. El materialismo de corte atomista finalmente es tan metafísico como el formalismo escolástico. En cambio, en un materialismo libre de metafísica se entenderá por materia aquello que es capaz de transformarse o re-transformarse y que se presenta bajo los atributos de lo múltiple y a la vez de lo co-determinado en referencia a una determinada escala. Además, cuando se dice que la materia es múltiple, no se hace referencia a una multiplicidad indeterminada, la materia está determinada según contenidos morfológicamente dados a cierta escala, en otras palabras, la determinación de la materia tiene que ver con un enclasamiento de ciertos contenidos materiales, estas clases que van a dar “forma” a la materia no son clases absolutas, si no que el enclasamiento se conforma en la medida que los términos de las diversas multiplicidades se “encuentran” mutuamente, mediata o inmediatamente y se co-determinan. 
La realidad científica se conforma a partir de las distintas maneras en que se relacionan diversos contenidos materiales. Esta diversidad de contenidos materiales que contiene el cuerpo de la ciencia están separados radicalmente, “no todo está ligado con todo” dice el principio de la symploké platónica (El Sofista, 259c-259e, 260b), la modulación de estas inconmensurabilidades es lo que le da forma a la ciencia. Una vez más: Es a partir de la conexión entre diversas partes materiales que se puede reconocer una transformación en la materialidad misma y sólo ahí es permitido hablar de una parte formal, que no deja de ser materia reorganizada: solo en el cotejo entre diversas materialidades organizadas es que podemos hablar de "forma". La relación entre las partes materiales y las partes formales de la realidad sólo cobran sentido a la luz de la conformación diamérica (conformación entre partes): no existen partículas elementales indestructibles ni tampoco formas determinantes de la realidad, tampoco es posible entender esta relación como una “emergencia” de la forma a partir de la materia. No hay nada que "emerja" que ya estaba ahí oculto en las profundidades, la relación conjugada entre la materia y la forma es una relación dialéctica crítica que no nos puede hacer caer en posturas metafísicas de un atomismo ni de un holismo. La morfología general de la ciencia se constituye porque una diversidad material está co-determiada por sus partes: Se reconocerán como partes materiales de la ciencia a las proposiciones, los conceptos, los aparatos protocientíficos, el conjunto de los sujetos operatorios (los científicos); Se reconocerán como partes formales de la ciencia a los teoremas. 
El materialismo gnoseológico se desmarca en lo que tienen de común el adecuacionismo, el descripcionismo y el teoreticismo; porque para el materialismo gnoseológico no hay un dualismo simple entre objeto material (objeto de conocimiento) y objeto formal (objeto conocido), esta dualidad sujeto-objeto es demasiado general para ser una explicación efectiva: El destello en el firmamento registrado por el astrónomo es tanto un signo como un hecho, una balanza es también un aparato simbólico sin necesidad de ser una frase. La cuestión es que toda ciencia es una construcción, pero no en el sentido de un invento especulativo, las ciencias son construcciones que ensamblan materialidades reales. Que la ciencia sea construcción reorganizativa de materialidades preorganizadas nos obliga a rechazar la idea de objeto de conocimiento y de sujeto que conoce como punto de partida del análisis de las ciencias, como se dijo más arriba con la discusión de materia y forma como conceptos conjugados, es necesario partir analizando las piezas que se ensamblan (conjugación diamérica de construcción conceptual). Para el análisis de estas construcciones el materialismo gnoseológico establece dos maneras de clasificar las piezas de esta construcción: partes materiales y partes formales. Las categorías científicas siempre están siendo desbordadas, nunca acaban con la realidad, esto implica que no hay espacio para sustancias puras o esencias rígidas, por eso la unidad de la ciencia no puede separarse de la contrastación entre ciencias particulares que resaltan las inconmensurabilidades entre las categorías, las partes formales de la ciencia se entienden como trozos, fragmentos de la materialidad organizada que hace alusión a una totalidad que puede construirse a partir de sus fragmentos (Gnoseología General), como los trozos de un jarrón quebrado; Las partes materiales, los contenídos específicos de cada ciencia (Gnoseología Especial), son aquellas materialidades que siendo integrantes del todo no permiten la reconstrucción, como la pulverización molecular de los trozos del jarrón quebrado. Entonces asumiendo que las categorías son desbordadas constantemente, las oposiciones entre lo primario o más “elemental” que serían las partes materiales y lo secundario, las partes formales, se deben desvanecer en tanto oposiciones ontológicas, partes materiales y partes formales son dos instancias críticas que deben expresar siempre este desbordamiento al que las categorías se ven expuestas constantemente, no se puede separar la Gnoseología General de la Especial, se establece una relación circular entre ambos planos.

## Estructura general de la ciencia: Espacio gnoseológico
Entonces, el análisis de una ciencia nos remite o nos pone delante de un conjunto de partes, estas partes podrán ser clasificadas en términos generalísimos en partes materiales y partes formales, en tanto que instancias críticas y no entidades prexistentes a su conformación. Entonces el hablar de partes materiales y formales se enmarca en el ejercicio analítico en el que se desarrolla la gnoseología, en otras palabras, el análisis de las ciencias requiere un ejercicio de “despiece” de “los órganos científicos” y esto nos pone frente a lo que el materialismo gnoseológico llama partes materiales y partes formales, siempre recordando que estas son partes en tanto que se constituyen en la propia interacción y no prexisten como entidades, ni como partes, ni como todo, las partes se van construyendo y el todo se está él mismo haciéndose. Ahora bien, teniendo la tarea de "despiezar" una ciencia ¿de qué guía nos serviríamos para reconocer partes, cómo diferenciarlas, cómo podríamos realizar los cortes entre partes? y luego de eso ¿cómo podremos reconstruirlas? ¿cómo podremos dar coherencia y encontrar una morfología común a las ciencias? El despiece del cuerpo de las ciencias debe primero mantenerse en un nivel que permita que este despiece sea común, que afecte a todas las ciencias por igual y que a su vez el criterio del despiece no sea externo, que opere ya en las ciencias mismas. El lenguaje es ese estrato común a las diversas ciencias que ya está operando en ellas, las articula y la “preordena”. Por eso el lenguaje será el hilo conductor para el análisis gnoseológico, las partes que podamos reconocer en el lenguaje nos servirán de guía para encontrar las partes de las ciencias. Además, al ser la ciencia una institución de intersubjetiva “el lenguaje puede considerarse como componente constitutivo de toda ciencia, en tanto es precisamente el único modo concebible de conexión intersubjetiva”. En el lenguaje los sujetos operatorios dejan de ser egos cartesianos para considerarse como acoplados a un espacio que los desborda, pero que a su vez los involucra. Pero la ciencia no es lenguaje, la ciencia incluye necesariamente al lenguaje, pero no se reduce a él. Además, otra característica importante, es el hecho que establece una relación originaria con realidades exteriores al propio lenguaje, el lenguaje remite a cosas, cuerpos configurados por la tecnología, por la práctica y su gramaticalidad lo convierte ya en un análisis de la realidad. Una vez más es importante recalcar que el espacio gnoseológico que se detallará a continuación no se entiende como una variedad del espacio lingüístico, sólo se usará como guía el análisis del lenguaje para construir un análisis de las ciencias, porque el lenguaje opera en un estrato común e interno a las ciencias, porque es una institución intersubjetiva y porque está necesariamente relacionado con el mundo de las cosas.  
Como ya se dijo, el dualismo sujeto-objeto no es suficiente para el materialismo gnoseológico, por ser demasiado general y a su vez demasiado estrecho para englobar la totalidad de los contenidos de las ciencias, con la idea de superar este dualismo, y agarrados a la guía del lenguaje, se identificarán tres contenidos de referencia en las ciencias que servirán para realizar el desmonte, la identificación de las partes de las ciencias:  1. Contenidos ordenados en la dirección subjetual; 2. Contenidos ordenados en la dirección objetual; 3. Contenidos simbólicos (terreno intermedio). En consecuencia, el cuerpo de una ciencia estará inmerso en un espacio tridimensional que tendrá el nombre de espacio gnoseológico y sus ejes constitutivos serán: el eje sintáctico, el eje semántico, el eje pragmático. Gustavo Bueno se apoyará en los análisis lingüísticos de Karl Bühler y Charles Morris para dibujar el espacio gnoseológico de las ciencias. Bühler identifica tres dimensiones de los signos lingüísticos:
1. Relación del signo al objeto significado: Función re-presentativa
2. Relación del signo al sujeto que lo utiliza: Función expresiva
3. Relación del signo a los sujetos que escuchan o interpretan al hablante: Función apelativa

Por su lado, Charles Morris dice que los símbolos lingüísticos se distinguen por tres contextos distintos en el cual se desenvuelven:
1. Contexto semántico: relación signos-significados
2. Contexto pragmático: relación signos con los sujetos que los utilizan
3. Contexto sintáctico: relación entre signos

Podríamos graficar así la fusión que realiza Bueno entre ambas teorías:
Consecuentemente, y en base a la fusión de los esquemas de Bühler y Morris los ejes del espacio gnoseológico podrán ser esquematizados en la siguiente tabla:
| I. Eje sintáctico: Relación entre signos = σi / σj                | Figuras gnoseológicas |
| ----------------------------------------------------------------- | --------------------- |
| I1. (σi, Ok) / (Ok, σj) = (σi, σj)                                | Términos              |
| I2. (σi, Sk) / (Sk, σj) = (σi, σj)                                | Operaciones           |
| I3. (σi, σk) / (σk, σj) = (σi, σj)                                | Relaciones            |
| II. Eje semántico: Relación entre objetos = Oi / Oj               | Figuras gnoseológicas |
| II1. (Oi, σk) / (σk, Oj) = (Oi, Oj)                               | Referenciales         |
| II2. (Oi, Sk) / (Sk, Oj) = (Oi, Oj)                               | Fenómenos             |
| II3. (Oi, Ok) / (Ok, Oj) = (Oi, Oj)                               | Esencias, Estructuras |
| III. Eje pragmático: Relación entre sujetos operatorios = Si / Sj | Figuras gnoseológicas |
| III1. (Si, σk) / (σk, Sj) = (Si, Sj)                              | Normas                |
| III2. (Si, Ok) / (Ok, Sj) = (Si, Sj)                              | Dialogismos           |
| III3. (Si, Sk) / (Sk, Sj) = (Si, Sj)                              | Autologismos          |

```
Parte Analítica
```

Eje sintáctico
Los términos de un campo científico estarían caracterizados por ser necesariamente múltiples, pertenecientes a clases distintas por lo que forman un campo, tienen una referencia corpórea (lo que la ontología del materialismo filosófico llama materialidad primogenérica o M1), están simbolizados en función a operaciones tanto lingüísticas como manuales, es posible la reproducción de nuevos términos (simples o complejos) por intermedio de las operaciones a través de símbolos.
Las operaciones son transformaciones de términos en donde necesariamente está involucrado el sujeto operatorio (lo que la ontología del materialismo filosófico llama materialidad segundogenérica o M2). El objetivo de las operaciones es que mediante la intervención de un sujeto operante se propicien transformaciones que configuren otros términos. Aquí es importante destacar que "el concepto de operación es esencialmente dual: una operación aparece, por una parte, como una actividad subjetiva (una estrategia, un finis operantis) saturada de componentes pragmáticos y, por otra parte, aparece como una determinación objetiva de unos términos por otros (el finis operis) ".
Las relaciones están fundamentadas sobre las conexiones entre términos (objetos definidos, σi) por la mediación de otros términos (otros objetos definidos, σk) y no inmediatamente a través de objetos (como son las conexiones concretas relacionadas con cierres tecnológicos). En otras palabras, las relaciones desbordan el nivel de las conexiones entre objetos para establecer un nivel referido a objetos definidos del campo, pero caracterizado por relaciones ideales (funcionales), repetibles, universales, abstractas, formuladas mediante proposiciones y que determinan estructuras que desbordan el nivel de los términos (las referencias se enmarcan en lo que la ontología del materialismo filosófico llama materialidad terciogenérica o M3).
Eje semántico:
Los referenciales son los objetos fisicalistas que deben darse en el campo de una ciencia, estos pueden estar mediados por signos, marcas, símbolos, coordenadas y sin estas mediaciones las operaciones (transformaciones de términos) del eje sintáctico serían imposibles. Es importante precisar que los referenciales no son las cosas corpóreas en abstracto, si no las cosas corpóreas en la medida en que pertenecen al contexto de la racionalidad científica; el damante que estudia un geólogo es una parte formal de la ciencia geológica en la medida en que aparece inserto en un conjunto de operaciones característicos de la geología. Ontológicamente los referenciales son de materialidad primogenérica, M1.
Los fenómenos son objetos dados a los sujetos, objetos apotéticos, esto es objetos físicos con una morfología y una textura a escala de los sujetos operatorios. Lo que se entiende por fenómeno en la filosofía de Gustavo Bueno tiene un parentesco con una interpretación platónica y en contra a la idea de fenómeno en Kant, quien apareja el fenómeno por un lado a una conciencia y por otro a un noúmeno. Lo característico de la idea platónica de fenómeno es que este se recorta o se disocia de un fondo de fenómenos que permite diferenciar al fenómeno como algo diferencial con respecto al fondo o campo de procesos que considera ordinario o prosaico en comparación con el fenómeno. Los fenómenos se presentan diversificadamente a los distintos sujetos operatorios, así se presentan matices o perspectivas diferentes de un mismo objeto, por lo que el trato con los fenómenos depende enteramente de nuestra subjetividad práctica inmediata contrastada y ponderada con otras subjetividades prácticas. Es fundamental aquí la idea de paralaje para entender la construcción de un fenómeno y cómo este se incorpora al campo de una ciencia. Ontológicamente los fenómenos están estrechamente implicados con la materialidad segundogenérica, M2.
Las esencias son el resultado de la eliminación (por neutralización) de los sujetos operatorios en a medida que ello sea posible. Las esencias son estructuras, pero no toda estructura es una esencia, también existen estructuras fenoménicas además de las estructuras esenciales. Diremos que las esencias solo figuran como productos relativos de referencias y fenómenos y, sin ellos, las esencias no pueden entenderse gnoseológicamente, si bien las esencias contienen al fenómeno y al referencial pero en la medida que lo neutraliza en cuanto tales. La composición de esencias se logran por la mediación de los ejes sictáctico y pragmático: Las esencias, determinadas por el eje sintáctico, serían esencias-configuraciones, esencias-relaciones, esencias-operaciones. En el eje pragmático serían esencias-autológicas (el ego), esencias-dialógicas (individuos de una comunidad lingüística) y esencias normativas (las leyes formales de la lógica). Esto último es importante para rechaza cualquier interpretación metafísica, ya que las esencias sólo son un tipo de figuras entre las múltiples partes formales de la ciencia y no es que nos abra la puerta a otro plano, la esencialización no nos arroja a un mundo distinto al que operaran los cierres tecnológicos, sino que nos introduce en el propio mundo, pero ahora como totalidad abstracta que envuelve a las diversas determinaciones de un campo y de ninguna manera es un reflejo de estas. Ontológicamente las esencias están referidas a la materialidad terciogenérica, M3.
Eje pragmático:
Las normas son figuras características de las ciencias, pero no exclusivas de ellas, hay normas previas a las ciencias. Y están caracterizadas por proceder de rutinas con fuerza de obligar a los sujetos. Las normas en la ciencia obligan al sujeto en virtud del propio campo en el que está operando. Ontológicamente las normas están estrechamente implicadas con la materialidad terciogenérica, M3.
Los dialogismos son las interacciones entre sujetos operatorios a través de los mismos objetos sobre los que operan. Ejemplos de dialogismos son las explicaciones, los debates, las comunicaciones entre grupos, la enseñanza. Ontológicamente los dialogismos están implicados con la materialidad primogenérica, M1.
Los autologismos están caracterizados por la preeminencia del sujeto operatorio, cuando se habla de sujeto operatorio se tiene que remarcar que este plano no agota la realidad subjetual. Por eso hay que relacionar los autologismos al sujeto en tanto conectado con los términos del campo en su momento lógico, no meramente psicológico, que sin embargo no se puede ignorar. Ejemplos de autologismos son la evidencia, la certeza, la memoria, el recuento, la reflexión, la duda, pero todo esto referido a un contexto muy preciso de términos en actividad con el sujeto operatorio y que debe ser contrastado en los dialogismos. La proximidad ontológica de los autologísmos es la de la materialidad segundogenérica, M2.
La parte analítica de la Gnoseología materialista busca establecer un sistema de despiece de las ciencias en sus partes formales para desde aquí poder hacer una comparación entre ciencias. El despiece se apoyará en los ejes del espacio gnoseológico. Podemos encontrar ciencias más saturadas en la región fisicalista que en la región de fenómenos o ciencias más dialógicas que autológicas. Es importante destacar que el eje semántico es fundamental en el análisis de las ciencias, toda ciencia tiene que tener un momento fisicalista (referenciales). Además, es en el eje sintáctico donde se dibuja el cierre categorial de una ciencia, específicamente es en torno a las operaciones donde se conforma la clausura del campo. 
```
Parte Sintética
```

La Gnoseología en su parte sintética aborda lo característico de los procesos de cierre en los campos científicos. Como antes se dijo, la parte sintética está referida a la unidad de una ciencia, y la unidad la encontramos principalmente en el cierre de su campo. Ahora bien, el proceso de cierre, que se trata de estudiar, de ninguna manera se entiende como partes de una ciencia que, a la manera de bloques coordinables, se reensamblan para conformar la unidad. Esta es una imagen abstracta, las ideas de este tipo se deben tomar sólo como algo provisional, porque es completamente erróneo pensar que el todo de una ciencia es una mera acumulación de partes ya dadas (referenciales + fenómenos + esencias + términos... = Ciencia). La unidad de una ciencia se da en un proceso, donde las partes se conforman justamente en esa misma búsqueda de sistematización. Las piezas no son entonces fragmentos desprendidos del todo, si no que son partes desde las que se puede construir el todo, pero donde a su vez las piezas se reconfiguran o alcanzan su determinación objetiva a la luz del todo, en tanto unidad cerrada; Y esta unidad cierra de un campo "no es una clase de clases, sino una simploké" por eso que la construcción de la unidad científica (el cierre de un campo) no es una yuxtaposición mecánica de sus trozos. Para explicar esta interacción dialéctica entre todos y partes, se debe hacer notar que el proceso de cierre categorial se desenvuelve en dos planos que se pliegan el uno sobre el otro: un nivel lo encontramos en el plano del cierre objetual, que es la construcción basada en las operaciones y cuyo resultado son una pluralidad de términos categorizados; el segundo nivel es el plano del cierre proposicional, que se refiere al momento en que un conjunto de proposiciones se establecen sobre las relaciones de términos y estos aparecen como términos "totalizados", entendiendo aquí por totalidad una totalidad procesual, o totalidad in-fecta (no acabada), que requiere necesariamente el proceso de las operaciones para constituirse como unidad. En un campo anómalo o infecto (como contradistinto de perfecto) la unidad que se reconoce en este ejercicio de pliegue entre cierres proposicionales y cierres objetuales, no es una unidad que pueda darse por establecida antes de que tenga lugar los cursos de construcción y a su vez, no puede darse antes de establecer las líneas o principios que guían los cursos de construcción.     
Entonces, podemos hablar de construcciones objetuales cuando existen operaciones entre términos, operar aquí significa que se trabaja con términos que se segregan de su génesis originaria y se tratan a nivel categorial y pueden ser remplazados por otros términos de la misma clase. Las construcciones proposicionales, cuando se establecen relaciones entre términos, hacen referencia a la verdad del campo científico, es decir, esas relaciones son verdaderas porque son internas a las propias relaciones. La importancia de distinguir ambos planos de cierre, nos permitirán diferenciar a las construcciones científicas de las construcciones técnicas, estas últimas podrán tener cierres objetuales propios de los términos con los que trabajan, pero sus cierres proposicionales, es decir las relaciones construidas sobre sus términos no serán internas al propio campo. En las ciencias el pliegue entre ambos planos se produce internamente y para que se realice y podamos reconocerlo, será fundamental que los procesos que determinan la unidad de una ciencia estén conducidos por una suerte de "métodos internos", que se distinguen en el momento de la coaligación. ¿Cómo es que se delinean estos métodos internos dentro de las partes formales de un campo? Cuando partes abstractas del proceso de cierre se repiten y sirven de medida, entonces asumen la función de métodos internos que guían o apuntalan el proceso general de cierre. Podemos identificar dos grandes tipos de métodos internos gnoseológicos: Los principios y los modos.   
Los principios se conforman desde el eje semántico, es decir, en un plano objetual. Desde este plano unos objetos establecen relaciones de diversidad o sinexión (aquí las relaciones no son meras relaciones de semejanza o identidad) sobre las cuales se organizan. En otras palabras, los principios se conforman en un ámbito donde objetos diversos están relacionados, estos objetos fijan su relación no porque un objeto sea igual o semejante a otro objeto, sino que la relación se establece en su diversidad, esto se llama relación de sinexión. Entonces esta organización objetual responde a una lógica material propia del campo; la tradición metafísica relacionó a los principios con leyes de la naturaleza, si conjuramos esta hipóstasis se puede decir, desde una perspectiva materialista, que los principios hacen referencia a un campo objetivo, pero de ningún modo pueden ser una premisa primera desde la que se desarrolla deductivamente la unidad de una ciencia. Si no que son múltiples principios que, en su reunión, en su organización (en su systasis) van a ir cerrando el campo en base a su confluencia lógico-material. Una ciencia necesita principios específicos, si carece de ellos, o si sus principios son genéricos, estaríamos frente al caso de una ciencia aplicada, como podría ser la estadística aplicada a la psicología.  
El cierre, la sistematización de un campo, cumple un proceso circular de principios y consecuencias (regressus/progressus), desde el circuito del ordo cognoscendi que parte de los fenómenos (como principios) para regresar a las Ideas del ordo essendi que llegan a ser los fundamentos de esos fenómenos (como principios). Por eso, lejos de ser premisas primeras, los principios sólo pueden explicitarse una vez dados alguna conjunción de relaciones necesarias (teoremas), conjunción sostenida o protegida por un contexto, fuera de este ámbito las relaciones de sinexión entre objetos no se dan de la misma manera, estos espacios se llama contextos determinantes y su importancia será explicada más adelante. Los principios no son externos a la ciencia, ellos son algo interno y dados en el campo mismo: "el término principio alcanzará un sentido similar al que tiene en medicina, por ejemplo, donde se habla de un principio activo [...], que por sí sólo, no actuaría ni podría ser administrado".  Lo importante a destacar aquí es que en esta recursividad, que va desde los fenómenos a los teoremas y de los teoremas a los fenómenos, es que se permite la "activación" de los principios a través de las operaciones. Es en este marco, de una conjunción de relaciones que se pueden operar reiteradamente, done se conforman los principios, no antes. Una vez conformados, podemos reconocer que los principios son "principios constitutivos de los términos y de las relaciones, dados en el campo semántico, en tanto este campo es un campo operatorio". Si bien los principios son contenidos semánticos (cultivados en un plano objetual resguardado por un contexto), a pesar de ese arranque semántico, se proyectan y se organizan en el proceso sintáctico (en un plano "abstracto") de la construcción del campo -a estos se les llamará principios sintácticos-, y a su vez también los principios se extienden en las secciones pragmáticas (de relaciones entre sujetos operatorios) -a estos se les llamará principios pragmáticos. Entonces, podemos establecer una tipología general de los principios gnoseológicos: 
| Principios sintácticos        | Principios pragmáticos         |
| ----------------------------- | ------------------------------ |
| Principios de los términos    | Principios de los autologismos |
| Principios de las relaciones  | Principios de los dialogismos  |
| Principios de las operaciones | Principios normativos          |

Entonces, los principios gnoseológicos serán la diversidad de normas constitutivas que están conformando, en general, a los términos, a las relaciones y a las operaciones del campo (principios sintácticos), pero también tendremos principios que guíen a los autologismos, a los dialogismos, y a las normas (principios pragmáticos), ambos tipos de principios establecen las condiciones a las que se someten las distintas figuras para que el cierre se mantenga. En algunas ciencias predominarán los principios pragmáticos, en estos casos la libertad para componer términos mediante operaciones, involucrando estrategias pragmáticas, es muy grande, pero el espacio de operación nunca es gratuito, siempre existirá un motivo ajustado a un principio, por el cual un término del campo se compone en un curso operatorio con otro término, más bien que con un tercero; ejemplo de este tipo lo encontramos en la aritmética, en donde el término "5" es igual de propicio para establecer una relación con el término "2" que con el término "8". En otros casos, nos encontraremos con ciencias que en la composición de términos y relaciones están guiados por principios sintácticos, aquí el motivo de composición de unos términos con otros tienen que ver con el contenido mismo de los términos operados, por ejemplo que se componga una relación entre dos masas que se atraen según su distancia, depende de la condición de las masas presididas por la ley de la gravitación; que dos elementos químicos establezcan un enlace covalente va a depender de la estructura atómica que lo caracteriza.
Los principios, al igual que los modos, son figuras propiciadoras de la síntesis de un campo, gracias a la cual se da la unidad dialéctica de los ejes semánticos, sintáctico y pragmático. Esta coaligación de un campo, en donde los tres ejes van interrelacionándose de una manera determinada, se produce gracias a que los elementos del campo quedan enmarcados y fundamentados en un contexto de relaciones necesarias que los determina. Entonces, que unos términos puedan ser operados con otros términos (y no con otros), tiene que ver con el contenido mismo (la materialidad) de los términos y no interviene ningún motivo exterior. En otras palabras, los principios van a fijar relaciones fisicalistas entre fenómenos plurales que podrán desbordar el campo fenoménico. Es importante señalar aquí que el matiz fenomenológico de un término no va a quedar excluido de una ciencia una vez que este sobrepasa el mero ámbito del fenómeno: Por ejemplo, "entre las impresiones diversas del peso (sensaciones musculares) cabrán relaciones fisicalistas, establecidas por medio de la balanza, capaz de neutralizar la sensación subjetiva; pero si el término se desconecta de la sensación muscular, la noción de peso se disuelve y pierde su sentido". Ahora bien, ese momento fenoménico podrá ser reinterpretado desde otro plano cuando cada término aparecerá ya vinculado a otros términos precisos, según relaciones determinadas, constituyendo un entramado particular que, desde la perspectiva de cada término, este entramado pasa a denominarse contexto determinante, aquí cada término u operación o relación se constituye como tal en la perspectiva dada en ese contexto de relaciones. Desde el contexto determinante se puede establecer qué términos y operaciones son algo propio del campo y qué relaciones son necesarias, por tanto, verdaderas y cuales son falsas: "A partir de los campos gnoseológicos dotados de términos [...], relaciones [...], y operaciones, no es posible, por tanto, dar cuenta de la construcción científica. Es preciso introducir las figuras básicas o contextos determinantes". Entonces los principios de las ciencias se nos aparecen, se delinean de forma definitiva a través de los contextos determinantes, armazón que se transforma en determinante por sus resultados y no por una virtualidad intrínseca propia suya.
Se ha intentado mostrar hasta aquí que los principios son guías en el proceso constructivo de cierre, que aparecen a medida que reiteradas operaciones permitan que podamos identificar relaciones entre términos diversos. Para que se produzca el cierre de un campo gnoseológico es necesario que estos términos sean sustituibles, en este sentido, la relación supone el ejercicio de la idea de clase porque alguno de los términos de la relación han de figurar como términos enclazados y protocolizados, entonces un cierre categorial implica términos pertenecientes a una clase que fijen relaciones verdaderas, para que así por medio de las relaciones se den las operaciones entre una pluralidad de términos más amplia que conforman el campo gnoseológico. Con los elementos de Empédocles era imposible hacer ciencia, en cambio los términos de la química están en una escala distinta, una escala que reconoce principios que guían las operaciones a las que pueden ser sometidos los términos, excluyendo a las operaciones que no se pueden dar dentro del campo objetual. Aquí este proceso constructivo también contiene materiales no construidos ni construibles, pero que toman nueva luz cuando las relaciones de sinexión se establecen según una identidad sintética, en donde se enlazan términos bien diferenciados (enclasados). 
Por otro lado, los modos, son las maneras de operar con los términos y las relaciones configuradas en los teoremas, como base del cierre del campo. Cada teorema tendrá su forma de operar y estas formas en que se dan las operaciones en un campo vendrán a ser los modos de las ciencias. podemos situar a los modos en el eje pragmático (en el espacio de los sujetos que operan en el campo científico) y en el eje sintáctico (particularmente en la sección de operaciones); para la metafísica los modos se daban gracias a los actos de la mente (concepto, juicio, raciocinio), donde la facultad del sujeto hace posible la ciencia (la ciencia entendida como "definiciones universales", o como "clasificación" o finalmente como "sistema hipotético deductivo"). Para responder a la pregunta ¿cuáles son los modos de las ciencias? debemos preguntar por ¿qué tipo de operaciones se dan en las ciencias? y aquí la respuesta de Bueno se apoya en la lógica de functores y cómo estos determinan unas relaciones (en tanto todo) entre términos (partes). Podremos clasificar los siguientes tipos de Modos Gnoseológicos:
Modelos (functores predicativos: relaciones determinadas por términos)
Los modelos son un tipo específico de contexto determinante (conjunto de relaciones en un campo) que suministra un sistema de organización operatoria que es propicia para determinar identidades sintéticas. Podemos clasificar a los modelos según los siguientes criterios: Por un lado, los modelos serán o (1a) Totalidades atributivas (nematológicas) o (1b) Totalidades distributivas (diairológicas); Por otro lado los modelos podrán ser (2a) Totalidades isológicas o (2b) Totalidades heterológicas. Para explicar brevemente la terminología de los criterios diremos que una totalidad atributiva es una unidad que está compuesta de partes que encajan unas con otras y que tienen relación directa en su conformación, por ejemplo un motor de automóvil, se descompone en pieza y la reunión y ensamble lo conforman como motor. Una totalidad distributiva es una unidad que se conforma de manera abstracta, cuando clasificamos en géneros diversas especies que se encuentran "distribuidas" separadamente, aquí cada especie es una parte del todo, pero la parte es un todo en sí mismo, no necesita de otro miembro de la especie para "completarse" como género. Las totalidades isológicas son todos que sus partes no tienen una relación de contigüidad o conexión, pero mantienen una relación material de simetría en base a un parámetro: igualdad de peso, igualdad de tamaño, igualdad de color. Un ejemplo de totalidad isológica pueden ser la unidad de los fémures de las especie humana. Las totalidades heterológicas son unidades que se forman por mantener una relación de contigüidad e interacción como puede ser la unidad coxofemoral que conforma la articulación del fémur con la cadera.                       
|                           | Totalidades atributivas | Totalidades distributivas |
| ------------------------- | ----------------------- | ------------------------- |
| Totalidades isológicas    | Modelo 1 - Metro        | Modelo 2 - Paradigma      |
| Totalidades heterológicas | Modelo 3 - Prototipo    | Modelo 4 - Cánones        |

a. Metro. Determinadas operaciones terminológicas sirven de Modelo Paramétrico para relaciones por su semejanza y vinculación. Un ejemplo es el sistema solar como metro para entender otras galaxias, La familia romana es un parámetro para la familia cristiana.           
b. Paradigmas. Determinadas operaciones entre términos por su semejanza y pese a estar desvinculadas sirven de Modelo Paradigmático para otras relaciones. Ejemplo es la tangente a la curva como paradigma de la velocidad de un móvil.           
c. Prototipos. Determinadas operaciones entre términos que, por su vinculación, y pese a que se reconocen como distintos, sirven de Modelos Prototípicos para otras relaciones.             
d. Cánones. Determinadas operaciones entre términos pese a su heterogeneidad, a su diferencia o desproporción en sus características y a estar desvinculados sirven como Cánones. Un ejemplo es como un gas perfecto sirve de canon para un gas empírico.                        
Clasificaciones (functores determinativos: términos determinados por relaciones)
Las clasificaciones serán procedimientos conducentes a la formación de clases, de figuras o partes de un todo. Una clasificación será científica cuando ella produzca clases o configuraciones tales que tengan virtualidad para insertarse en el curso ulterior de la construcción, virtualidad para recombinarse entre sí, para dar lugar a ulteriores configuraciones. Sólo así podrá definirse como una clasificación científica, cuando pertenece a un contexto general de una teoría que a su vez forma parte de contextos más amplios. Podemos establecer una tabla con los tipos de clasificaciones, según sean (1a) Atributivas (nematológicas), el todo es una unidad concreta de partes relacionadas; (1b) Distributivas (diairológicas), el todo es una unidad abstracta de partes separadas; (2a) Divisiones, el todo se "divide" en las partes (descendente); (2b) Tipificaciones, las partes conforman al todo (ascendente).               
|                               | Divisiones (Clasificación desendente) | Tipificaciones (Clasificación asendente) |
| ----------------------------- | ------------------------------------- | ---------------------------------------- |
| Distributivas (Diariológicas) | Taxonomías                            | Tipologías                               |
| Nematológicas (Atributivas)   | Desmembramientos o Descomposiciones   | Agrupamientos                            |

a. Clasificaciones Taxonómicas: Clasificaciones Desendentes Distributivas, donde procedimientos que operan a partir de relaciones dadas establecen otros términos construyéndolos desde el todo a las partes, donde esa totalidad que se forma es una totalidad diversa (diarológicas). Ejemplo son la clasificación de los poliedros regulares, la taxonomía de Linneo.           
b. Clasificaciones Tipológicas: Clasificaciones Ascendentes Distributivas, donde procedimientos que operan a partir de relaciones dadas establecen otros términos coonstruyéndoloes desde las partes al todo, donde esa totalidad que se forma es una totalidad diversa (diarológicas). Ejemplo los biotipos, las especies mendelianas
c. Clasificaciones de Desmembramientos o Descomposiciones: Clasificaciones Descendentes Atributivas, donde procedimientos que operan a partir de relaciones dadas establecen otros términos construyéndolos desde el todo a las partes, donde esa totalidad que se forma es una totalidad engranada en sus partes (totalidad atributiva/nematológica). Ejemplo son las "cortaduras" de Dedekind, la clasificación del plano en cuatro cuadrantes de la geometría analítica, la clasificación periódica de los elementos de la química clásica.           
d. Clasificaciones de Agrupamientos: Clasificaciones Ascendentes Atributivas, donde procedimientos que operan a partir de relaciones dadas establecen otros términos construyéndolos desde las partes al todo, donde esa totalidad que se forma es una totalidad engranada en sus partes (totalidad atributiva/nematológica). Ejemplo es la clasificación de los vivientes en cinco reinos, las constelaciones como agrupaciones de estrellas, la técnica estadística del clúster.                        
Definiciones (functores nominativos)
Las definiciones serán procedimientos operacionales que forman términos a partir de términos, sea por vía genética, sea por vía estructural. Las definiciones determinan figuras que se prueban en la propia construcción, su prueba está en que tenga capacidad para facilitar la construcción de otras figuras (clasificaciones, demostraciones) "para erigir en contextos determinantes". La definición no puede tanto "generar" la configuración, más propio sería decir que puede "situarla": "Si a partir de la configuración de triángulo defino polígono y redefino el triángulo como polígono de n = 3 [polígono de tres lados], en cierto modo ya hemos absorvido (situado) al triángulo en otras figuras".
Demostraciones (functores conectivos)
Las demostraciones serán procedimientos operacionales donde un conjunto cerrado de relaciones están determinadas por otras relaciones dadas. Estamos aquí frente al más estricto cierre proposicional de los modos científicos, en donde necesariamente los demás modos también están operando. La potencia de las demostraciones en cuanto a su cientificidad es tal que una ciencia será más rigurosa gracias a las demostraciones a las que llega. "La demostración es una construcción dentro de un contexto determinante, construido por un ensamblaje de partes distintas (sintéticas) y, sin embargo, necesariamente vinculadas, en el sentido de que el "acoplamiento" de partes exteriores produce el mismo consecuencias internas en el sistema y excluye otras; la demostración aparece así como una determinación, dada en el marco de un sistema operatorio, de otras alternativas posibles (posibles sólo operatoriamente) ". La potencia de la demostración viene dada de una necesidad propia del material con el que se opera, sin esa "fuente" material la demostración pierde su valor. Ahora bien, la formalización en una demostración de las necesidades internas de un campo proyecta la potencia de la demostración a otros niveles: "Si formalizamos [una] demostración, perdiendo su contenido material, su fuerza desaparece. La formalización proposicional, es, por su parte, necesaria, para exhibir otros nexos lógicos implícitos en la demostración ". Lo anterior apunta evidentemente que cuando se está hablando de demostración en el sentido gnoseológico, no se tiene a la vista la derivación lineal de las cadenas hipotético-deductivas de cuño aristotélico, la fertilidad de una demostración está en la noción de confluencia, esta es una clave para entender la demostración gnoseológica: "lo admisible es que a la misma verdad podamos llegar a partir de caminos muy diferentes ".